# Istocheta splendens
Istocheta splendens là một loài ruồi trong họ Tachinidae.